# Borso d'Este
Borso d'Este (24 agosto 1413 – 20 agosto 1471) è stato un figlio illegittimo di Niccolò III d'Este e della sua favorita Stella de' Tolomei, nota anche con il nome di Stella dell'Assassino, ultimo marchese di Ferrara, e primo duca di Ferrara, Modena e Reggio.
Successe al fratello Leonello d'Este il 1º ottobre 1450 come signore di Ferrara.
Nel 1453 venne nominato Conte di Rovigo dall'imperatore Federico III d'Asburgo.

## Biografia

### Duca di Modena e Reggio

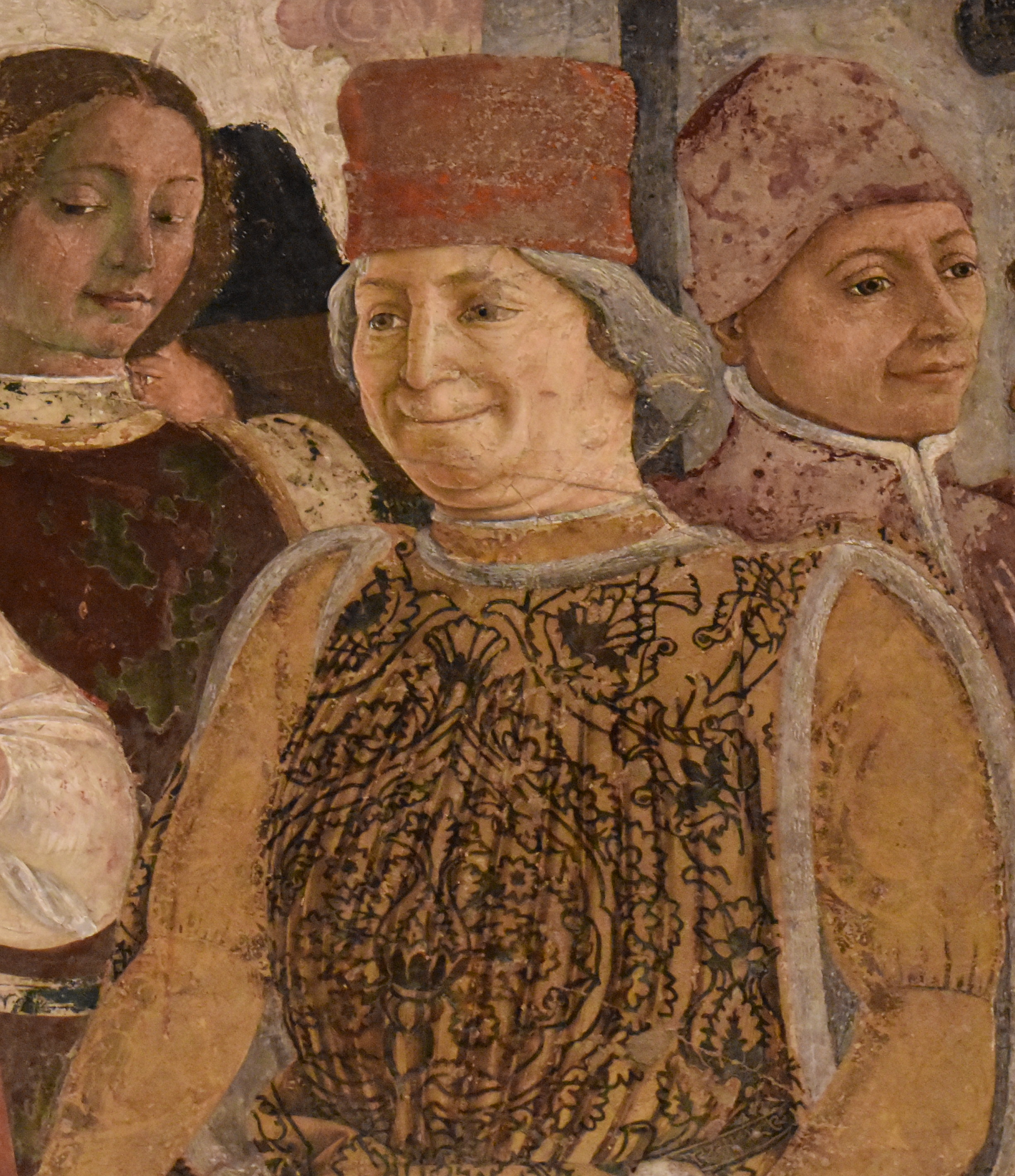
Francesco del Cossa, Ritratto del duca Borso d'Este, dettaglio, (1469-1470), Ferrara, mese di Aprile, salone dei Mesi, Palazzo Schifanoia

Borso il 18 maggio 1452 ricevette il titolo di duca di Modena e Reggio dall'imperatore Federico III d'Asburgo.
L'incontro avvenne durante un ricevimento in occasione del matrimonio tra Bartolomeo Pendaglia e Margherita Costabili che venne festeggiato in una delle più sontuose dimore patrizie estensi di quel periodo, Palazzo Pendaglia.

### Politica e vita di corte
La sua politica fu sempre incentrata sul tentativo di espandere lo stato estense e di nobilitare la famiglia d'Este. In questa ottica va vista la sua volontà di ottenere il titolo ducale per i suoi possedimenti. In politica estera fu molto vicino alla Repubblica di Venezia e avverso sia a Francesco Sforza che alla famiglia dei Medici per vecchie ruggini che consistevano nel tentativo di Filippo Maria Visconti, ultimo duca di Milano della famiglia Visconti di far succedere un estense nella città lombarda. Questi dissidi portarono alla vana battaglia della Riccardina che non ebbe né vincitori né vinti.
La corte di Borso fu il centro della Scuola ferrarese di pittura, cui appartennero Francesco del Cossa, Ercole de' Roberti, Cosmè Tura e Antonio Marescotti.
Nella tradizione successiva (come per esempio nell'Orlando furioso dell'Ariosto) Borso venne visto come sovrano magnanimo e illuminato, soprattutto per il fatto di aver consentito al ramo legittimo degli Este (rappresentato da Ercole I d'Este in quanto figlio di Niccolò III e della sua terza moglie Ricciarda di Saluzzo) di tornare al potere; in realtà Borso era piuttosto avaro per quanto riguarda la cultura: celebre è l'episodio in cui Francesco del Cossa, uno degli autori degli affreschi del Salone dei Mesi di Palazzo Schifanoia chiese un compenso maggiore per le sue fatiche pittoriche, e sentendoselo negare da Borso se ne andò a Bologna a fondare la sua scuola pittorica. La fama di Borso come committente è legata alla famosa Bibbia, miniata da Taddeo Crivelli, una delle più alte opere di miniatura del Rinascimento italiano.

### Ascesa al ducato di Ferrara e morte

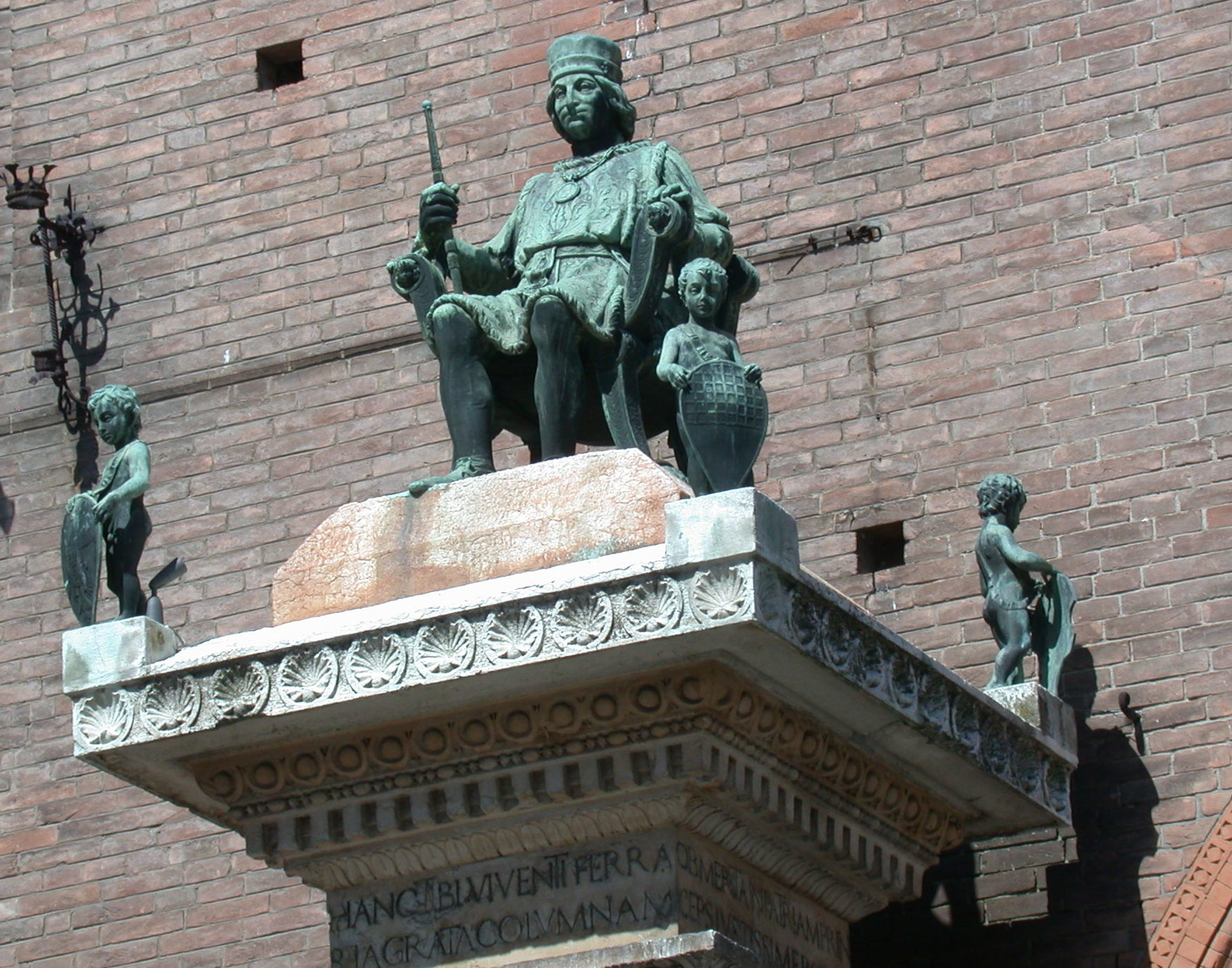
Giacomo Zilocchi, Borso d'Este, 1927 ca., Ferrara, piazza della Cattedrale

Il 14 aprile 1471 papa Paolo II lo nominò primo duca di Ferrara ma la morte lo colse pochi mesi dopo, il 20 agosto 1471.

## Discendenza
Borso d'Este non si sposò e non ebbe figli. Il successore fu il fratellastro Ercole I d'Este.

## Ascendenza
|                      |   |                    | Genitori       |  |  | Nonni |  |  | Bisnonni          |  |  | Trisnonni              |  |
|                      |   |                    |                |  |  |       |  |  | Obizzo III d'Este |  |  | Aldobrandino II d'Este |  |
|                      |   |                    |                |  |  |       |  |  | Obizzo III d'Este |  |  | Aldobrandino II d'Este |  |
|                      |   | Alda Rangoni       |                |  |  |       |  |  | Obizzo III d'Este |  |  |                        |  |
| Alberto V d'Este     |   |                    |                |  |  |       |  |  | Obizzo III d'Este |  |  |                        |  |
|                      |   | Lippa Ariosti      | Jacopo Ariosti |  |  |       |  |  |                   |  |  |                        |  |
|                      |   | Lippa Ariosti      | Jacopo Ariosti |  |  |       |  |  |                   |  |  |                        |  |
|                      |   | Lippa Ariosti      | …              |  |  |       |  |  |                   |  |  |                        |  |
| Niccolò III d'Este   |   | Lippa Ariosti      |                |  |  |       |  |  |                   |  |  |                        |  |
|                      |   | Alberto Albaresani | …              |  |  |       |  |  |                   |  |  |                        |  |
|                      |   | Alberto Albaresani | …              |  |  |       |  |  |                   |  |  |                        |  |
|                      |   | Alberto Albaresani | …              |  |  |       |  |  |                   |  |  |                        |  |
| Isotta Albaresani    |   | Alberto Albaresani |                |  |  |       |  |  |                   |  |  |                        |  |
|                      |   | …                  | …              |  |  |       |  |  |                   |  |  |                        |  |
|                      |   | …                  | …              |  |  |       |  |  |                   |  |  |                        |  |
|                      |   | …                  | …              |  |  |       |  |  |                   |  |  |                        |  |
| Borso d'Este         |   | …                  |                |  |  |       |  |  |                   |  |  |                        |  |
|                      | … | …                  |                |  |  |       |  |  |                   |  |  |                        |  |
|                      | … | …                  |                |  |  |       |  |  |                   |  |  |                        |  |
|                      | … | …                  |                |  |  |       |  |  |                   |  |  |                        |  |
| Giovanni de' Tolomei | … |                    |                |  |  |       |  |  |                   |  |  |                        |  |
|                      |   | …                  | …              |  |  |       |  |  |                   |  |  |                        |  |
|                      |   | …                  | …              |  |  |       |  |  |                   |  |  |                        |  |
|                      |   | …                  | …              |  |  |       |  |  |                   |  |  |                        |  |
| Stella de' Tolomei   |   | …                  |                |  |  |       |  |  |                   |  |  |                        |  |
|                      |   | …                  | …              |  |  |       |  |  |                   |  |  |                        |  |
|                      |   | …                  | …              |  |  |       |  |  |                   |  |  |                        |  |
|                      |   | …                  | …              |  |  |       |  |  |                   |  |  |                        |  |
| …                    |   | …                  |                |  |  |       |  |  |                   |  |  |                        |  |
|                      |   | …                  | …              |  |  |       |  |  |                   |  |  |                        |  |
|                      |   | …                  | …              |  |  |       |  |  |                   |  |  |                        |  |
|                      |   | …                  | …              |  |  |       |  |  |                   |  |  |                        |  |
|                      |   | …                  |                |  |  |       |  |  |                   |  |  |                        |  |